# Plotius Tucca
Plotius Tucca war ein gebildeter Römer des 1. Jahrhunderts v. Chr. Er war ein Freund von Vergil, Maecenas und Horaz. Gemeinsam mit Lucius Varius Rufus war er Herausgeber von Vergils Aeneis. Wie Vergil stammte er aus Norditalien. Horaz nennt ihn gemeinsam mit Varius und Vergil. Dass er wie seine Freunde Dichter war, liegt nahe, doch ist kein Werk von ihm überliefert.